# Epimecis granulosaria
Epimecis granulosaria là một loài bướm đêm trong họ Geometridae.